# Àrea Metropolitana de Bogotà
L'Àrea Metropolitana de Bogotà és una conurbació colombiana no oficialment constituïda, però existent de facto. Per l'anterior, l'extensió exacta d'aquesta conurbació varia d'acord amb la interpretació.
D'acord amb el Cens 2005 del Departament Administratiu Nacional d'Estadística aquesta conurbació està composta (a més del Distrito Capital) pels municipis de Soacha, Facatativá, Zipaquirá, Chía, Mosquera, Madrid, Funza, Cajicá, Sibaté, Tocancipá, La Calera, Sopó, Tabio, Tenjo, Cota, Gachancipá i Bojacá. La seva població és de 8.986.460 habitants.
| País         | Colòmbia                   |
| ------------ | -------------------------- |
| Departament  | Cundinamarca (*)           |
| Temperatura: | 14                         |
| Població:    | 8.986.490 (estimació 2008) |

## Àrees Metropolitanes a Colòmbia
D'acord amb l'actual formulació jurídica (2006), les Àrees Metropolitanes a Colòmbia són regions jurídicament conformades per un gran centre urbà i les poblacions veïnes a aquest. Aquestes àrees metropolitanes han de tenir certes condicions que inclouen des del nombre total d'habitants, percentatge mínim de població urbana, etc. a més de la voluntat política, formulada en acords, d'integrar els municipis a una àrea metropolitana.
Hi ha cinc àrees metropolitanes actualment constituïdes de manera jurídica: Medellín, Bucaramanga, Barranquilla, Cúcuta i Centre Occident (Pereira).
Hi ha unes altres tres àrees metropolitanes reconegudes per l'estat però no configurades: Cali, Popayán i la de Bogotà (o de la Sabana de Bogotà).
L'àrea metropolitana de la Sabana de Bogotà inclouria el Districte Capital de Bogotà (amb les seves vint localitats), Soacha, Mosquera, Funza, Madrid, Chía, Cajicá, Cota, La Calera, Tenjo, Tabio, Sibaté, Zipaquirá i Facatativa (al cens de 2005, el DANE a més va addicionar a Bojacá, Gachancipá, Tocancipá i Sopó). Fins i tot no s'ha aconseguit la seva conformació jurídica, en gran manera pel desig dels municipis cundinamarquesos de no perdre la seva autoritat, la cada vegada separació més evident administrativa entre el Districte i el Departament i la complexitat de l'administració del Districte mateix amb les seves gegantines localitats, que per si mateix són ja una vasta àrea metropolitana.

## Població per municipi
Les estimacions de població per a l'Àrea Metropolitana de Bogotà per a l'any 2008 (Segons el Departament Administratiu Nacional d'Estadística DANE) donen com a resultat una aproximació de 8.986.490 habitants, sent l'àrea conformada pels municipis de: 
| Bogotà, D. C. (amb els seus 20 municipis) | 7.690.969 |
| Soacha                                    | 433.992   |
| Chía                                      | 197.640   |
| Facatativá                                | 114.943   |
| Zipaquirá                                 | 107.918   |
| Mosquera                                  | 68.891    |
| Madrid                                    | 67.042    |
| Funza                                     | 65.644    |
| Cajicá                                    | 48.817    |
| Sibaté                                    | 33.661    |
| Tocancipá                                 | 26.434    |
| La Calera                                 | 23.200    |
| Sopó                                      | 22.841    |
| Tabio                                     | 22.637    |
| Cota                                      | 21.377    |
| Tenjo                                     | 18.936    |
| Gachancipá                                | 11.895    |
| Bojacá                                    | 9.653     |

## Perímetre Urbà
Dins de la normativitat jurídica de Bogotà hi ha l'anomenat Perímetre Urbà. Aquest correspon a una línia que separa en teoria a la ciutat de Bogotà de les zones rurals del Districte Capital. Aquesta línia de perímetre urbà defineix a la ciutat completament continguda dins dels límits del Districte, tanmateix s'estén fins als límits del Districte sobre el riu Bogotà limitant els municipis de Cota, Funza, Mosquera i Soacha.
El perímetre urbà defineix els límits sota els quals les empreses de serveis públics poden facturar el servei com a urbà i per fora de la mateixa es facturaria com a servei rural. Aquest perímetre urbà no defineix amb precisió els límits del desenvolupament urbà de la ciutat de Bogotà, havent-hi zones no desenvolupades a l'interior (amb economia de tipus rural, per exemple, producció agropecuària primària), i zones urbanitzades per fora del perímetre.

## Municipis veïns
Els municipis propers a la ciutat de Bogotà tenen diferents graus d'integració amb la ciutat. Soacha és l'únic municipi el centre urbà del qual està completament integrat a la ciutat de Bogotà. Mosquera, Funza, Cota i Chía tenen diferents graus d'integració urbana o suburbana. Altres municipis podrien considerar-se ciutats dormitori, allotjant persones que laboren a Bogotà o altres municipis de l'àrea.

### Soacha i Sibaté
Soacha és l'únic municipi el centre urbà del qual s'integra totalment aquell de Bogotà, amb les localitats de Bosa i Ciutat Bolívar.

### Municipis parcialment integrats
El perímetre urbà de Bogotà s'estén fins i tot el riu Bogotà limitant els municipis de Mosquera, Funza i Cota (sector de Sibèria). Sobre aquests límits, creuant el riu, existeixen desenvolupaments urbanístics, principalment industrials però també residencials, que són adjunts a la ciutat de Bogotà, si bé separats dels nuclis urbans de les respectives capçaleres municipals.
Igualment el nucli urbà del cap de municipi de Cota confronta amb el Districte Capital en una zona exterior al Perímetre Urbà de Bogotà, a la localitat de Pugi, havent-hi desenvolupament urbà comercial i residencial limítrof dins del Districte i units per l'Avinguda Suba-Cota. Aquest fenomen es presenta també amb el municipi de Chía, l'extensió urbana del qual sobrepassa el límit del Districte al sector de Guaymaral (localitat de Suba).
Chía i Cajicá tenen al seu torn parcialment integrats els seus nuclis urbans.
En la via que condueix de Bogotà a La Calera hi ha un desenvolupament residencial i comercial de densitat urbana a l'interior del Districte, per fora del perímetre urbà, que s'estén dins del municipi de La Calera.
Si es consideren densitats suburbanes de llocs amb economia mixta urbana (p. ex. empresarial i residencial) i rural (p. ex. agropecuària), Sibaté, Mosquera, Funza, Madrid, Cota, Chía, Cajicá, formarien un primer anell metropolità, junt amb Bogotà i Soacha.

### Ciutats dormitori
Dins de la possible àrea metropolitana de la Sabana de Bogotà, hi ha tres nuclis urbans principals: la ciutat de Bogotà Facatativá i Zipaquirá. Bogotà és el principal centre urbà, no només de l'àrea metropolitana, sinó de tot el país i el nord de Sudamerica, concentrant sectors industrials, empresarials, comercials, residencials, educatius, entre molts d'altres.
Les fonts de treball|feina que ofereix la ciutat de Bogotà són ateses per persones que resideixen, no solament a Bogotà, sinó també en alguns dels municipis propers, principalment Soacha, Mosquera, Funza, Cota, Chía i La Calera. Igualment, parteix de les activitats econòmiques que es desenvolupen en alguns municipis propers, principalment els cultius de flors, són coberts per persones que rauen|resideixen en Bogotà i en altres municipis de la regió.
Facatativá i Zipaquirá, tenen centres urbans propis, amb una important activitat industrial i educativa, que es converteixen així mateixos en centres de commutació intermunicipal a la regió i també serveixen a Bogotà. Un cas similar, però a menor escala, succeeix amb Tocancipá, en el qual la interconnexió amb Bogotà influeix als llocs turisticos que allà es troben (p. ex. Parc Jaime Duque, l'Autòdrom/Kartòdrom, etc.).
Entre els municipis que cobreixen l'oferta laboral de Bogotà es troben principalment Soacha, Mosquera, Funza, Madrid, Chía, Cajicá, Cota, La Calera, Tenjo, Tabio, Sibaté, Zipaquirá i Facatativa. Facatativá, al seu torn, és servida per Madrid, El Rosal Subachoque i pel mateix Bogotà. Zipaquirá és servida per Chía, Cajicá, Tabio, Tenjo, Sopó, entre altres municipis.
Hi ha dos fenòmens que incideixen en el creixement de les ciutats dormitori:
1. El centre urbà principal atreu, per la seva oferta laboral o educativa, persones que resideixen originalment en els municipis veïns.
2. Persones que originalment resideixen o treballen en el centre urbà principal s'assenteixin en els municipis veïns buscant condicions de vida diferents de la de la ciutat.

Molts desenvolupaments urbans i suburbans units a Bogotà, principalment en els municipis de Chía (La Caro, Yerbabuena, Sindamanoy, Santa Ana de Chía, Hisenda Fontanar), Sopó (Allotjaments) i Cota (Sibèria, Biscaia), corresponen a aquesta segona causa.

## El Districte Capital
Quan es va crear el Districte Especial de Bogotà, en 1955, part del seu objectiu era integrar i funcionar com la futura Àrea Metropolitana de Bogotà. A més del municipi de Bogotà, es van integrar els municipis de Usaquén, Pugi, Engativá (del qual se segrego Fontibón), Bosa i Usme (del qual després se segrego Tunjuelito en quedar totalment unida a la ciutat. A Chapinero (que havia estat el primer barri satèl·lit de la ciutat des de 1812) se li va integrar directament com a barri dins del perímetre urbà. En els anys 1960, per raons principalment concernents a l'ordre públic, grans sectors rurals del sud del departament de Cundinamarca, corresponents a l'erm de Sumapaz, es van integrar al Districte Especial.
La ciutat de Bogotà i els centres urbans de les capçaleres municipals d'aquests municipis annexos, van anar creixent fins a fondre's gairebé totalment. En 1991, quan es va expedir una nova constitució a Colòmbia, era indistingible els límits urbans entre la ciutat de Bogotà i els municipis annexos (llevat del vell nucli urbà d'Usme). La nova constitució, que inclou un estatut orgànic per a Bogotà, redefineix el Districte Especial com a Districte Capital i elimina el concepte de «municipi annex» per introduir el concepte de «localitat». De les vint localitats definides, dinou parteixen a la ciutat, algunes incloent alguna zona rural adjacent.
La localitat d'Usme, inclou així al centre urbà d'Usme (no integrat urbanísticament a la ciutat de Bogotà), part de la Ciutat de Bogotà amb múltiples barris i extenses zones rurals al suroriente de la ciutat. La localitat de Ciudad Bolívar, inclouen una franja densament habitada de barris a la ciutat de Bogotà i extenses àrees rurals al sud-occident de la ciutat. La localitat de Sumapaz és l'única localitat que no divideix a la ciutat de Bogotà, i cobreix gairebé tota la meitat sud del Districte Capital.
Si bé Sumapaz en posseeix alguns pocs centres urbans, aquests són molt petits i cap no seria considerable «capçalera municipal». La seu de l'alcaldia local de Sumapaz es troba fora de la localitat, al barri Carvajal a la ciutat de Bogotà, en el qual geogràficament correspondria a la localitat de Pont Aranda.
Si bé des d'un punt de vista jurídic la localitat de Sumapaz seria part de l'Àrea Metropolitana de Bogotà, des d'un punt de vista urbanístic, Sumapaz i les grans extensions rurals d'Usme i Ciutat Bolívar, no formarien part d'una àrea metropolitana.

## Bogotà o Sabana de Bogotà?
L'Àrea Metropolitana que es formi jurídicament al voltant de la ciutat de Bogotà, es cridaria, d'acord amb les projeccions del govern nacional, «Área Metropolitana de la Sabana de Bogotà». La principal raó és buscar que el nom no suggereixi una extensió de la Ciutat (Bogotà), sinó que integra una regió geogràfica (la Sabana de Bogotà). Particularment quan cada vegada són més evidents les diferències i la separació política entre el Districte Capital i el Departament de Cundinamarca, on es troben tots els municipis que integrarien l'Àrea Metropolitana.
El DANE en els resultats del cens la flama «Àrea Metropolitana de Bogotà». És clar que tal àrea metropolitana gira al voltant de la ciutat de Bogotà, i la proposta inclou municipis com Sibaté i La Calera que no són part de la Sabana de Bogotà. (Igualment, la major part del Districte Capital, no es troba geogràficament a la Sabana de Bogotà.)
S'espera que per al 2010, el denominat pel DANE com a Àrea Metropolitana de Bogotà assoleixi els 9.600.000 habitants, podent arribar a convertir-se en una Megalòpoli o una Ciutat-Regió si es duen a terme els processos d'integració indicats.